# 見知らぬ海へ
『見知らぬ海へ』（みしらぬうみへ）は、隆慶一郎が執筆した歴史小説である。『小説現代』（講談社）にて、1987年7月から連載が開始したが、隆の急逝に伴い、未完である。

## 単行本、文庫
各・作者没後に出版されている。
- 「全集」のみ収録
  - 隆慶一郎全集 第6巻 (1996年、新潮社) ISBN 4-10-645906-X
  - 隆慶一郎全集〈12〉見知らぬ海へ (2010年、新潮社) ISBN 978-4-10-647012-7
- 文庫判
  - 見知らぬ海へ (1994年、講談社文庫) ISBN 4-06-185774-6
  - 見知らぬ海へ (2015年、講談社文庫 レジェンド歴史時代小説) ISBN 978-4-06-293225-7

## あらすじ
武田水軍の将として、後に徳川家康に仕え御召船奉行として活躍する向井正綱、忠勝親子を描いた物語である。
時は天正七年（1579年）、駿河国持船城城主・向井正重の息子、正綱は武田と徳川の係争地として緊張が続いていた持船城を抜け出し、釣りをすべく沖に船を出していた。やがて見事な黒鯛がかかり、長時間の攻防の末釣り上げることができたが、格闘を終えた正綱の目に飛び込んできたのは、徳川の総攻撃によって炎上する持船城の煙であった。殲滅戦となったこの戦いで正重と義兄の正勝は討死し、戦に間に合わなかった正綱は唯一生き残った「海坊主」こと野尻久兵衛に落ち延びるよう諭され、落涙する…。
清水港に戻り、「魚釣り侍」なる汚名を被り、形見の狭い思いをしている家族を背に尚も茫洋とした態度のまま沖に船を走らす正綱だが、その腹には迫り来る北条水軍の本拠地、重須への決死の奇襲攻撃があった。船を黒く塗り、三好軍兵衛ら雇い入れた老いた「いくさ人」たちと乗り込んだ正綱たちを待ち構えていたのは、圧倒的な威容を誇る北条水軍の安宅船艦隊であった。出港前に祝言を上げた長谷川長久の娘・久との約束を胸に正綱たちの死闘が繰り広げられる。
やがて、武田家が滅びた後、本多重次と出会い、仇敵であった徳川家に仕えることを決意した正綱は北条水軍や九鬼水軍との戦いで徳川水軍の勇将として名を高めることになる。その間に、久との間に生まれた忠太郎（忠勝）が元服し、連合軍による小田原攻めから親子そろっての参陣となる。

## 主な登場人物

### 向井一族と家臣
向井正綱
通称は「兵庫介」。持船城城主・向井正重の息子。5尺8寸（176センチメートル）と当時としては大柄で、武芸の腕前も良い。中でも鉄砲の腕前は一流で、海に浮かべた徳利に刺した的目掛けての射撃訓練を日課としている。操船術もまた巧みで、風の流れを肌で感じ取って方角を知る特殊な方法感覚の持ち主でもある。それでいながら、愚鈍と思われるほど率直な性格であり、感情がすぐ顔や仕草に現れるので正重を始め、多くの者を苛つかせている。後に人生の師とも言うべき本多重次との邂逅を経て、天下人にも動じない大器へと成長していく。
向井正重
正綱の父。武田信玄の水軍を束ねる海賊奉行、岡部忠兵衛の招きに応じて伊勢国から移り住んだ。正綱と違い、常に歯を食いしばり、感情を押し殺した厳しい姿勢を崩さずにいる。そのため、感情がすぐ顔に出る正綱には常に鉄拳を奮っているが、一向に治らないことに失望している。持船城落城時に致命傷を受け、その首を久兵衛に託して息を引き取る。
向井正勝
正綱の義兄。駿河の豪族・長谷川長久の息子で正重の養子となる。常に柔和な笑みを絶やさぬ温厚な男ながら、戦となれば鬼のような苛烈さを見せる猛将である。正綱は敬愛しつつも、父の強面よりも怖い笑顔だと評した。持船城が攻められた際、正綱不在に怒る正重に向井の血が残る怪我の功名だと諭した。最後は勇戦の果てに全身に槍を受けて討死する。
久
長谷川長久の娘で正勝の妹。出陣前での宴で酔い潰れた正綱を介抱したのが縁で、正綱と結婚する。
向井忠勝
通称は「忠太郎」。正綱と久との子。幼少ながら正綱に船乗りとしての修行を積まされ、小田原攻めに際して9歳で早い元服を行い参陣する。夜でも正確な視力の持ち主。後に徳川の世になると、父親に代わって奉行職をこなす実務家となっていく。
野尻久兵衛
通称は禿頭から「海坊主」。身長7尺（約2メートル）、体重50貫（約190キログラム）の巨漢で、船上では10人力の活躍をするが、陸上の戦いでは乗れる馬がなく、走るのが苦手ゆえに不得意としている。かつて倭寇として明水軍と戦ったこともあり、明船に据え付けられた衝角を改良し、自らの戦法に取り入れている。持船城落城の際、正重の首を託されると武器も鎧も脱ぎ捨てて悠然と城を退去。その後は正綱の家臣として活躍する。
弥助
正重の代から向井家に仕える水夫。釣りから操船術まで、海のことを知り尽くした熟練の船乗りで、中でも大砲の名手である。
三好軍兵衛
三好一族の末裔を自称する、大きな図体に妊婦のように腹が突き出た60過ぎの老いた「いくさ人」。久兵衛は伊勢長島のワタリ（水運業者）ではないかと睨んでいる。久兵衛の徴兵に、海のいくさ人として最後の死に場所を求めて参集した。

### 武田家水軍の将
小浜景隆
正重とともに伊勢から招かれた海賊大将で、岡部忠兵衛亡き後は海賊奉行となっていた。現実的かつ日和見な性格であり、武田家への忠誠よりも一族の都合で動いている。武田家滅亡後は覇気を失い、同僚の伊丹大隅守ともども酒浸りとなるが、間宮兄弟の謀計を見破った正綱に海賊奉行の役目を明け渡し、以後は徳川水軍の将となる。
間宮武兵衛、造酒丞兄弟
元々は北条家に属していた海将だったが、拠点を武田家に攻められ下っていた。武田家滅亡後、一族のいる北条家への帰参を望み、手柄として他の海賊大将の船を接収して味方に引き入れようと目論むが正綱に見破られ、伊豆へ退去する。
岡部忠兵衛の遺児
名前がなく、架空の人物と思われる。まだ少年だが、正綱を支持し徳川水軍の将となる。

### 徳川家の武将
本多重次
通称「作左」。鬼作左の異名で東海地方で知れ渡った隻眼の猛将。全身傷だらけで、ビア樽のような筋肉に覆われた固太りの男である。武田家滅亡後、水軍の訓練をしていた正綱の前にふらりと現れ、何食わぬ顔で乗船し徳川家に来るよう請願した。徳川家康への忠義は半端なものではなく、織田信長や豊臣秀吉相手にも一切を憚らない剛直な男だが、正綱に海賊として生きる道を諭すなど、本物語のメインテーマを体現する重要人物である。
牧野康成
持船城攻めの際、先鋒を受け持った武将。大将ながら一番槍を競う猪突猛進な武士であり、その性急さで名高かった。だが、徳川信康を失い、失意と憤懣に駆られた家康の命令により、殲滅戦という非情な戦いを強いられることとなる。

### 他家の大名、水軍大将
長宗我部元親
土佐の大名であり、連合軍内で最大の大型船・大黒丸を擁している。部下の六右衛門からもせっかちと紹介されるほど気短で、海の男としての器量に欠ける人物として描かれている。小田原攻めの際に、正綱とともに清水康英篭もる下田城攻めを受け持つが、清水軍の粘り強さに業を煮やし、小田原落城と偽りの和議を申し出て康英らを騙し制圧する。騙されたことに憤激し叛乱を起こした下田城兵の処置で正綱と口論になり、砲撃によって強引に処刑しようとした所を向井水軍に襲撃され、帆柱を折られ降参することとなる。
その後、その憤懣を軍目付である石田三成に漏らしたことから両軍の審問になり、正綱を認めている九鬼嘉隆ら諸国の海賊大将たちに八分を宣告される。
池六右衛門
長宗我部家の海軍大将。主君、元親と違い海の男の道理を知った男である。審問の後、秀吉に帰国を命じられた際、三崎水軍の奇襲計画を知った正綱に共闘を持ちかけられ、これぞ真の海の男と感嘆する。
石田三成
豊臣連合軍の軍目付として登場する。元親の愚痴を耳にし、正綱を弾劾するべく審問を開いた。海賊たちの常識を介さぬ陸の男として描かれており、その一方的な了見で海賊大将たち、そして家康を立腹させてしまい、秀吉に叱責を受けることになる。
山中修理亮、彦之介兄弟
兄の修理亮は三崎の小規模な水軍を束ねる代官で、弟の彦之介は北条氏直の近習であった。包囲下の小田原城から脱出した彦之介によって背後からの奇襲作戦が計画されたが、漁師たちに特攻を命ずる彦之介に修理亮は乗り気ではなかった。後に計画は露見し、逆に襲撃を受けて彦之介は船ごと轟沈し、修理亮は降伏した。

### リーフデ号の乗員
パパス
ポルトガル出身の「生きている風見」。ポルトガルにあるという一年を通して西の風しか吹かない岬で生まれ育ち、いかなる時でも西の風から方角を指し示すことが出来る異能の船乗りである。同様の方向感覚を有する正綱に狂喜する。

## その後の展開
未完に終わった本作だが、文庫本刊行に合わせた縄田一男の解説に、隆が生前に残した構想メモが紹介されている。メモによれば、本作最後に名前が出るウィリアム・アダムスとの邂逅から大船禁止令、慶長使節と経て大坂の陣での忠勝と、西廻り航路でメキシコ、あるいはヨーロッパを目指した正綱という構想があったと推測できる。

## 原典
本作で正綱の宿敵として登場する北条家の伊豆水軍に関する記述の多くが、当地伊豆の小学校教諭、永岡治が記した『伊豆水軍物語』(1982年、中公新書)と重なっており、原典として依拠していたものと思われる。